# Iwonicz-Zdrój (gmina)
Iwonicz-Zdrój – gmina miejsko-wiejska w województwie podkarpackim, w powiecie krośnieńskim. W latach 1975–1998 gmina administracyjnie należała do województwa krośnieńskiego.
Siedziba gminy to Iwonicz-Zdrój. 
Według danych z 30 czerwca 2004 gminę zamieszkiwało 10 905 osób.

## Struktura powierzchni
Według danych z roku 2002 gmina Iwonicz-Zdrój ma obszar 45,5 km², w tym:
- użytki rolne: 66%
- użytki leśne: 22%

Gmina stanowi 4,93% powierzchni powiatu.

## Demografia

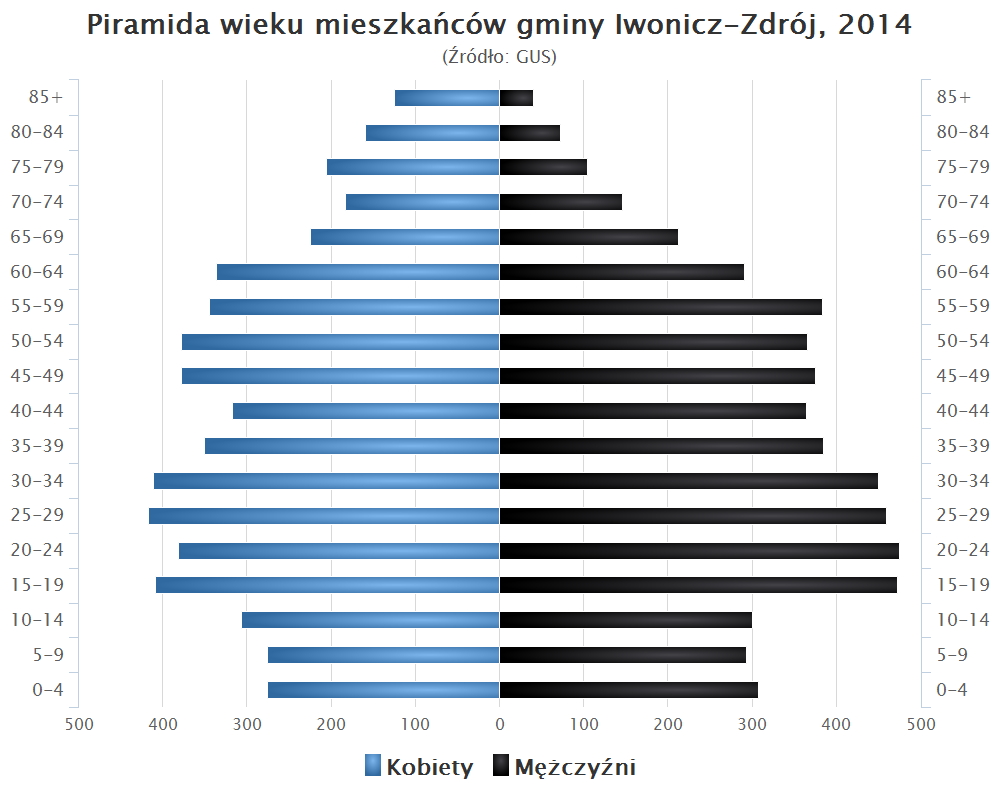
Piramida wieku mieszkańców gminy Iwonicz-Zdrój w 2014

Dane z 30 czerwca 2004:
| Opis                              | Ogółem | Ogółem | Kobiety | Kobiety | Mężczyźni | Mężczyźni |
| --------------------------------- | ------ | ------ | ------- | ------- | --------- | --------- |
| jednostka                         | osób   | %      | osób    | %       | osób      | %         |
| populacja                         | 10 905 | 100    | 5 526   | 50,7    | 5 379     | 49,3      |
| gęstość zaludnienia (mieszk./km²) | 239,7  | 239,7  | 121,5   | 121,5   | 118,2     | 118,2     |

## Sołectwa
- Iwonicz
- Lubatowa
- Lubatówka

## Burmistrzowie Iwonicza-Zdroju
- Józef Kinel 1990-1994,
- Kazimierz Kandefer 1994-1998,
- Piotr Komornicki 1998-2006,
- Paweł Pernal 2006-2014,
- Witold Kocaj 2014-2024
- Grzegorz Nieradka 2024-

## Sąsiednie gminy
- Dukla
- Miejsce Piastowe
- Rymanów